# Sepički jezici
Sepik jezici, jezična porodica papuanskih jezika koja obuhvaća (56) jezika u dolini rijeke Sepik na Papui Novoj Gvineji. Nekad je smatrana dijelom šire porodice sepik-ramu. Po starijoj klasifikaciji obuhvaćala je 50 jezika.
a) Biksi (2) Indonezija/Papua: kimki, yetfa.
b) srednji sepik/Middle Sepik (16) Papua Nova Gvineja: 
b1. Ndu (12) :ambulas, boikin, burui, gaikundi, hanga hundi, iatmul, koiwat, malinguat, manambu, ngala, sengo, yelogu.
b2. Nukuma (3) :kwanga, kwoma, mende.
b3. Yerakai (1) :yerakai.
c. Ram (2) Papua Nova Gvineja: karawa, pouye.
d. Ramu (1) Papua Nova Gvineja: awtuw.
e. Tama (6) Papua Nova Gvineja: ayi, kalou, mehek, pahi, pasi, yessan-mayo.
f. Sepik Hill (14) Papua Nova Gvineja: 
f1. Alamblak (2) :alamblak, kaningra.
f2. Bahinemo (7) :bahinemo, berinomo, bisis, kapriman, mari, sumariup, watakataui.
f3. Sanio (5) :bikaru, hewa, niksek, piame, saniyo-hiyewe.
g. gornji Sepik (6) Papua Nova Gvineja: 
g1. Abau (1) :abau.
g2. Iwam (3) : amal, iwam, yawenian (iwam, sepik).
g3. Wogamusin (2) :chenapian, wogamusin.
h. Yellow River (3) Papua Nova Gvineja: ak, awun, namia

## Vanjske poveznice
- Ethnologue (14th)